# Khí hậu nhiệt đới gió mùa

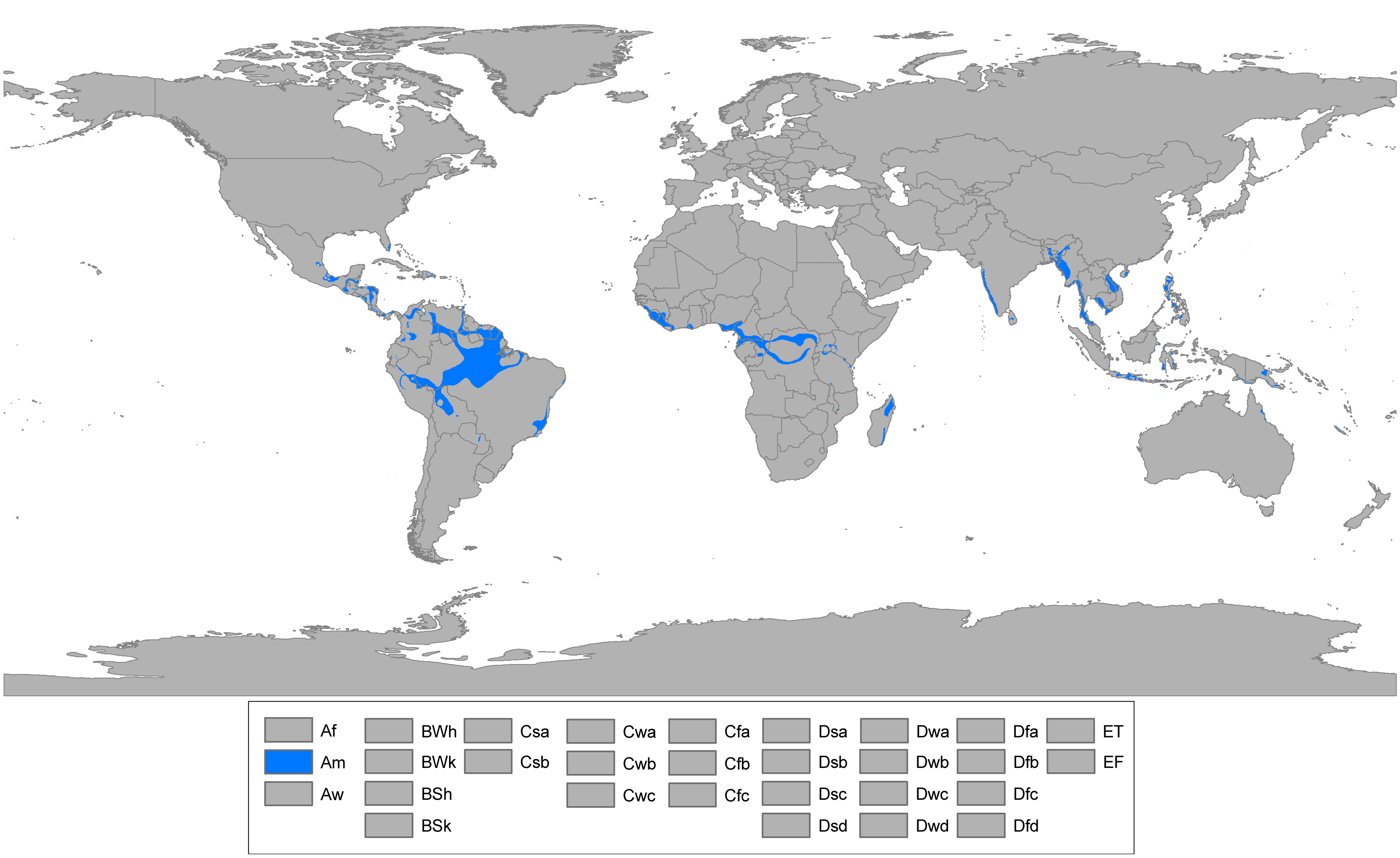
Các khu vực có khí hậu nhiệt đới gió mùa trên thế giới

Khí hậu nhiệt đới gió mùa hay còn gọi là khí hậu nhiệt đới ẩm là khí hậu tương ứng với nhóm Am theo phân loại khí hậu Köppen. Giống như khí hậu xavan (khí hậu ẩm và khô nhiệt đới), khí hậu nhiệt đới gió mùa có nhiệt độ trung bình tháng trên 18oC trong mỗi tháng và có mùa ẩm, khô đặc trưng, lượng mưa trung bình năm khoảng 1.000 - 1.500 mm ở nhiệt đới gió mùa châu Á.
Tuy nhiên, không giống với khí hậu xavan, tháng khô nhất của khí hậu nhiệt đới gió mùa có lượng giáng thủy ít hơn 60 mm/tháng, nhưng lớn hơn (100-[tổng lượng giáng thủy{mm}/25]). Quan trọng hơn, khí hậu nhiệt đới gió mùa thường không có mùa khô đáng kể như khí hậu xavan. Cuối cùng, khí hậu nhiệt đới gió mùa gặp ít sự thay đổi về nhiệt độ trong năm hơn khí hậu xavan. Đối với khí hậu này, mùa khô nhất thường xảy ra vào đông chí (đầu mùa đông) đối với phía đó của đường xích đạo.
Khí hậu nhiệt đới gió mùa được tìm thấy phổ biến ở Nam Á và Tây Phi. Tuy nhiên, có những vùng của Đông Nam Á như Việt Nam hay Thái Lan, vùng Caribe, Bắc và Nam Mĩ có kiểu khí hậu này.
Nhân tố chính kiểm soát khí hậu nhiệt đới gió mùa là hướng gió mùa. Gió mùa là một loại gió đổi hướng theo mùa. Ở châu Á, vào mùa hè (mùa mặt trời cao), có một luồng không khí vào bờ. Vào mùa đông (mùa mặt trời thấp),luồng không khí ra bờ (thổi từ lục địa ra)thường xuất hiện. Sự thay đổi về hướng là do sự khác biệt trong cách nước và đất nóng lên.
Những cách thay đổi áp suất mà ảnh hưởng đến sự phân bố theo mùa của lượng giáng thủy cũng xuất hiện ở châu Phi; mặc dù thông thường nó khác với sự hoạt động ở châu Á.

## Phân bố
Khí hậu nhiệt đới gió mùa thường được tìm thấy nhiều nhất ở Nam và Trung Mỹ. Tuy nhiên, có những khu vực Nam Á, Đông Nam Á, Châu Phi (đặc biệt là Tây và Trung Phi), Caribbean, Bắc Mỹ và Úc cũng có khí hậu này.

## Yếu tố
Yếu tố kiểm soát chính đối với khí hậu nhiệt đới gió mùa là mối quan hệ của nó với gió mùa hoàn lưu. Gió mùa là một sự thay đổi theo mùa trong hướng gió. Ở châu Á, trong mùa hè (hoặc mùa nắng cao) có một luồng không khí trên bờ (không khí di chuyển từ đại dương về đất liền). Vào mùa đông, mùa đông (hay mặt trời thấp), một luồng không khí ngoài khơi (không khí di chuyển từ đất liền sang nước) là phổ biến. Sự thay đổi hướng là do sự khác biệt trong cách nhiệt nước và đất.
Thay đổi mô hình áp lực ảnh hưởng đến tính thời vụ của mưa cũng xảy ra ở Châu Phi mặc dù nó thường khác với cách thức hoạt động ở Châu Á. Trong mùa nắng cao, vùng hội tụ liên vùng (ITCZ) gây ra mưa. Trong mùa nắng thấp, cao cận nhiệt đới tạo điều kiện khô ráo. Khí hậu gió mùa của châu Phi và châu Mỹ cho vấn đề đó, thường nằm dọc theo bờ biển thương mại.

## Thành phố điển hình với khí hậu nhiệt đới gió mùa
- Miami, Hoa Kỳ
- Nassau, Bahamas
- San Juan, Puerto Rico
- Santo Domingo, Cộng hòa Dominica
- Medellín, Colombia
- Chittagong, Bangladesh
- Surat, Ấn Độ
- Kochi, Ấn Độ
- Mangalore, Ấn Độ
- Quezon, Philippines
- Yangon, Myanmar
- Phuket, Thái Lan
- Abidjan, Bờ Biển Ngà
- Conakry, Guinée
- Freetown, Sierra Leone
- Monrovia, Liberia
- Cairns, Úc
- Huế, Việt Nam
- Đà Nẵng, Việt Nam

## Đặc điểm của khí hậu nhiệt đới gió mùa
- Mưa tập trung theo mùa và gió mùa:

+ Mùa mưa: tháng 5 - 10; có gió mùa hạ mát, gây mưa.
+ Mùa khô: tháng 11 - 4 (năm sau); có gió mùa đông lạnh khô.
- Nhiệt độ trung bình trên 20 °C.
- Mưa trung bình trên 1500mm.
- Thời tiết diễn biến thất thường: hạn hán, lũ lụt...
- Nhịp điệu mùa ảnh hưởng sâu sắc đến cảnh vật thiên nhiên và đời sống con người.
- Thảm thực vật đa dạng: rừng rậm, đồng cỏ cao nhiệt đới, rừng rụng lá vào mùa khô, rừng ngập mặn...
- Động vật trên cạn, dưới nước đều phong phú.
- Là nơi trồng cây công nghiệp và lương thực.
- Là nơi tập trung đông dân trên thế giới.(Nam Á)